# Mulatu Teshome
Mulatu Teshome Wirtu (en amárico: ሙላቱ ተሾመ, nacido el 1 de enero de 1955) es un político etíope que estuvo en el cargo de presidente de Etiopía desde el 7 de octubre de 2013 hasta el 25 de octubre de 2018.

## Biografía
Mulatu nació en la ciudad de Arjo, provincia de Welega. Fue educado en China, donde recibió su licenciatura en filosofía de la economía política y un doctorado en derecho internacional. Enseñó en algunas "universidades e instituciones extranjeras", de acuerdo con su altavoz Abadula Gemeda.
De 1995 a 2001 fue el viceministro de Desarrollo Económico y Cooperación en virtud de Girma Birru, y fue nombrado ministro de Agricultura en 2001. También fue Presidente de la Cámara de la Federación de 2002 a 2005. Se desempeñó como Embajador de Etiopía en China (1994-1995), Japón y Turquía.
Mientras se desempeñaba como embajador en Turquía, fue elegido presidente de Etiopía por un voto parlamentario unánime el 7 de octubre de 2013. Girma Seifu de la Unidad para la Democracia y la Justicia, el único parlamentario de la oposición, dio la bienvenida a su elección. Al igual que sus predecesores Girma Wolde-Giorgis y Negaso Gidada, él es de la etnia oromo.
Mulatu tiene un hijo.
| Predecesor: Girma Wolde-Giorgis | Presidente de Etiopía 2013 - 2018 | Sucesor: Sahle-Work Zewde |